# Slavernijmonument (Almere)
Het Almeerse slavernijmonument is een beeldwerk op het Mandelaplein van Almere gemaakt door kunstenaar Patrick Mezas. Het monument is een geschenk aan de stad en haar inwoners ter gelegenheid van de afschaffing van de slavernij in 1863, die echter pas in 1873 werkelijkheid werd.

## Achtergrond
Het slavernijmonument is geplaatst op initiatief van Comité 30 juni/1 juli Flevoland en met steun van gemeente Almere. Het is door wethouder Maaike Veeningen op vrijdag 30 juni 2023 onthuld tijdens de Keti Koti-herdenking.
De locatie van het monument is centraal gelegen, aan het station Almere Centrum in het Mandelapark. Burgemeester van Almere Hein van der Loo zei over het monument: ‘’Ik hoop dat dit monument een plek wordt waar mensen naartoe komen. Voor een moment van besef en bezinning. Van bezieling ook, om slavernij als meest extreme vorm van discriminatie nooit meer te laten gebeuren.”

## Beschrijving
Het slavernijherdenkingsmonument is een verhalend beeld in brons van drie meter hoog en verbeeldt een grote sterke man met een ontbloot bovenlichaam die – nadat hij zijn ketenen van zich af heeft afgeworpen – zijn baby in de lucht tilt naar een betere toekomst. Hij stapt met één been over het slavernijverleden heen wat is uitgebeeld in verschillende slavernijtaferelen, zoals bijvoorbeeld Fort El Mina in Ghana, slavenschepen en symbolen van de Nederlandse welvaart die de slavernij heeft opgeleverd zoals de Gouden koets en het Paleis op de Dam. Het andere been zit nog symbolisch vast in het verleden. De baby kan ook gezien worden als Almere, de jonge stad waar zoveel mensen van verschillende culturen en afkomst samenwonen.
Het onderstel van het beeld kan als zitbankje worden gebruikt. Bij het kunstwerk komt een QR-code en door deze te scannen krijgen de bezoekers meer uitleg over de symbolen en taferelen die in het beeld zijn verwerkt.